# Nümbrecht Challenger 1999
Il Nümbrecht Challenger 1999 è stato un torneo di tennis facente parte della categoria ATP Challenger Series nell'ambito dell'ATP Challenger Series 1999. Il torneo si è giocato a Nümbrecht in Germania dal 29 novembre al 5 dicembre 1999 su campi in cemento indoor.

## Vincitori

### Singolare
George Bastl ha battuto in finale  Martin Damm con il punteggio di 7–6, 6–3

### Doppio
Dirk Dier /  Jens Knippschild hanno battuto in finale  Andreas Tattermusch /  Andreas Weber con il punteggio di 6–3, 7–5